# Сахарная голова

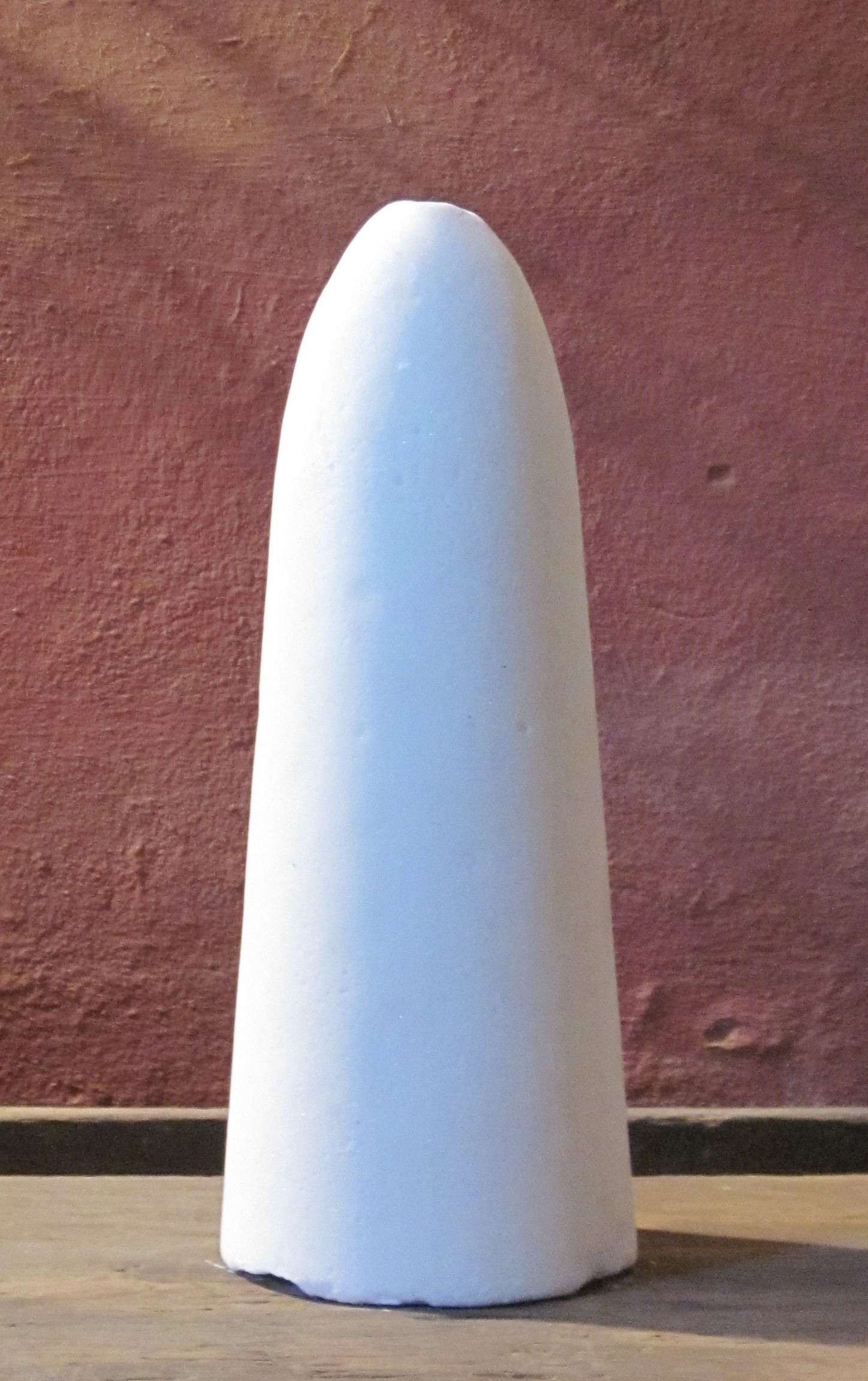
Сахарная голова из Ирана

Са́харная голова́ — первый по времени изобретения и использования способ производства (расфасовки) сахара: в форме конической «головы». Пришёл в ренессансную Италию из арабского мира в XV веке, а из Италии распространился по другим странам Европы.
Процесс производства представлял собой рафинирование тростникового сахара и заливку получившегося горячего (98-99°С) густого сиропа (утфель) в специальные конусообразные формы. Высохший сироп превращался в белоснежный слиток, который заворачивали в синюю, так называемую сахарную, бумагу. Для просушки сахара персы брали бамбуковые палочки, египтяне — стеклянные формы, а китайцы — керамические. Европейцы много лет использовали деревянные конструкции, а потом перешли на глиняные. В начале процесса индустриализации сахарного производства на смену пришли цинк и сталь. Форма имела свой замочек. С его помощью форма легко открывалась, и сахарная голова после затвердевания без труда вынималась.

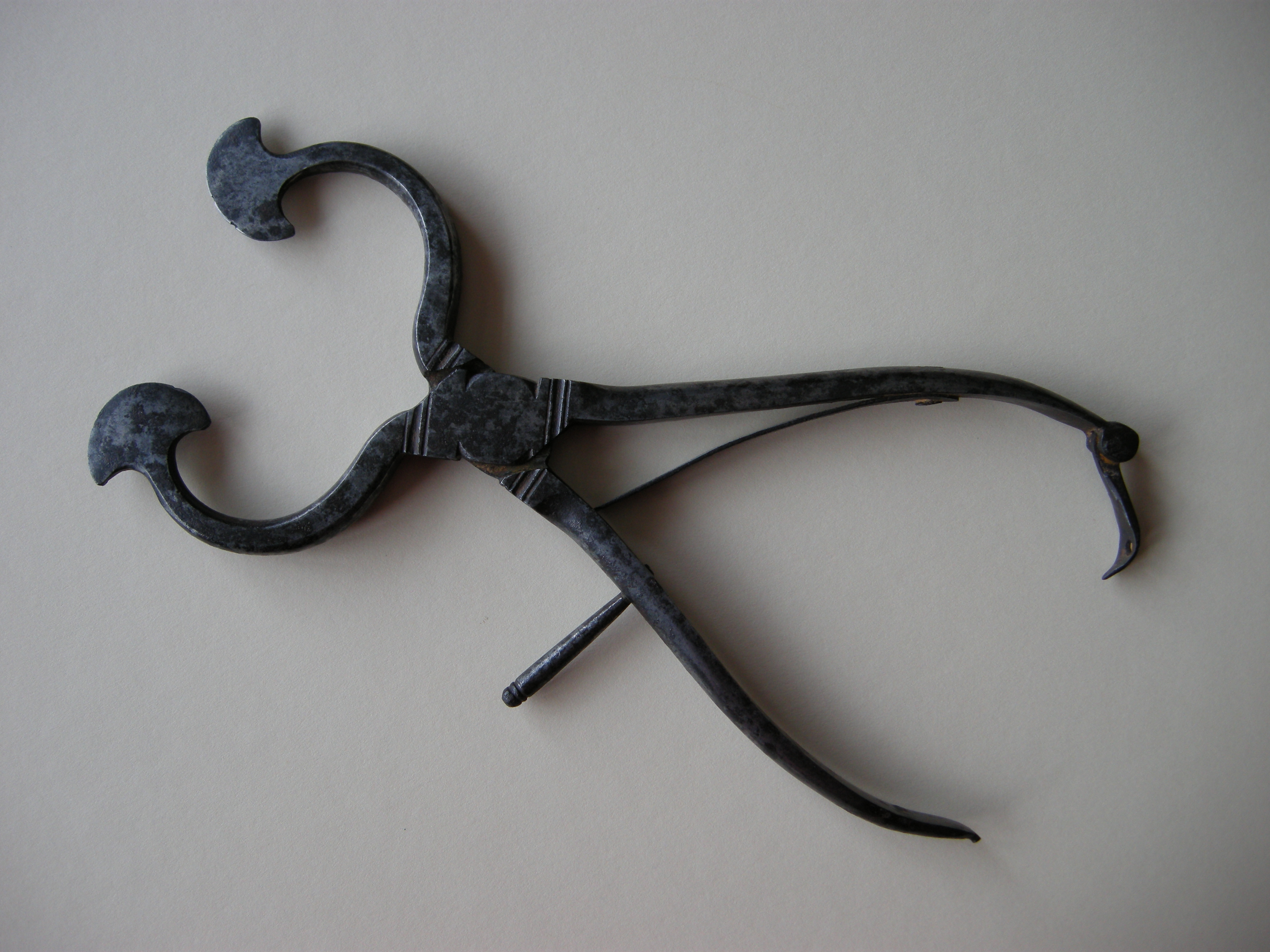
Кусачки для колки сахарной головы

Сахарная голова, которую можно было поставить на плоский торец, изготовлялась разной величины и весила от 5 до 15 килограммов. Для розничной продажи крупные головы раскалывались на куски. Основание обычно обёртывалось в синюю бумагу единого оттенка и плотности (благодаря которой в некоторых языках сине-серый цвет назывался цветом сахарной бумаги).
Дробление центрифугой стало использоваться в 1900 году. Метод позволял сахарной массе высохнуть ещё быстрее. Сушка проходила не в помещении, а в самой центрифуге. По окончании сахар вынимался из форм и расфасовывался.
С распространением в конце XIX века кускового и рассыпного сахара сахарные головы стали исчезать из продажи. Например, в Дании и Швеции они были окончательно сняты с производства около 1940 года. В других государствах (Германия, Бельгия, арабские страны) они продаются до сих пор. В СССР сахарные головы выпускались к юбилеям: в 1967 году к 50-летию Октябрьской революции, в 1982 году — к юбилею Курска. Сувенирные сахарные головы производятся и в современной России.